# Нэнс О’Нил
Эта статья об американской актрисе. Об австралийско-британской актрисе см. Нэнси О’Нил.
Нэнс О’Нил (англ. Nance O'Neil; 8 октября 1874, Окленд, Калифорния — 7 февраля 1965, Дом актёров Лилиан Бут, Нью-Джерси) — американская актриса театра и кино. За свой талант имела прозвище Американская Бернар.

## Биография
Гертруда Лэмсон (настоящее имя актрисы) родилась 8 октября 1874 года в городе Окленд (штат Калифорния, США). Отец — Джордж Лэмсон, аукционист; мать — Эрр Финдли. Узнав о решении дочери стать актрисой, отец, религиозный фанатик, публично в церкви осудил её за это решение и призвал прихожан молиться о спасении её души. У Гертруды была сестра по имени Лиллиан (? — 1917), которая стала первой женой актёра Уильяма Десмонда. С 1896 по 1935 года играла в театрах, с 1913 по 1919 год снялась в 17 немых фильмах, с 1929 по 1932 год — в стольких же звуковых. Амплуа — графини, принцессы, королевы, императрицы и прочие дамы очень высокого положения.
В конце 1920-х годов давала уроки ораторского искусства и телодвижений Мэриан Марш, которая вскоре стала достаточно известной киноактрисой.
Последние годы Нэнс О’Нил прожила в доме престарелых Lillian Booth Actors Home в городе Энглвуд (штат Нью-Джерси), где и скончалась 7 февраля 1965 года. Похоронена на кладбище «Лесная поляна» в Глендейле.

### Личная жизнь
В 1904 году, находясь в Бостоне, О’Нил познакомилась со скандально известной Лиззи Борден. Женщины на протяжении двух лет были очень близкими подругами, что породило массу слухов об их любовных отношениях. В 1969 году драматург Уильям Норфолк написал пьесу «Свет тёплый и цветной», в которой Борден, О’Нил и другие актёры, используя приём «пьеса в пьесе», воссоздают детали громкого убийства, за которое едва Борден не казнили. В 2001 году вышел мюзикл «Лиззи Борден: Музыкальная трагедия в двух топорах», здесь роль О’Нил исполнила малоизвестная актриса Сьюллен Вэнс. В 2010 году драматург Дэвид Фоли написал пьесу «Нэнс О’Нил», в которой описываются романтические отношения этих двух женщин. Драматург, актриса, театральный режиссёр и писательница Кэролин Кейдж называет О’Нил «откровенной лесбиянкой».
11 августа 1916 года О’Нил вышла замуж за англо-американского киноактёра Альфреда Хикмена (1873—1931). Пара прожила вместе 15 лет до самой смерти мужа. Детей у них не было.

## Театральная карьера
Впервые на театральных подмостках Лэмсон, взявшая актёрский псевдоним Нэнс О’Нил, появилась в 1896 году. Сыграла множество ролей в десятках постановок, объездила с гастролями всю страну. Наиболее известные бродвейские работы О’Нил:
- 1904 — Гедда Габлер / Hedda Gabler — фру Гедда Тесман (Габлер)

## Избранная фильмография
- 1913 — Граф Монте-Кристо[англ.] / The Count of Monte Cristo — Мерседес Эррера
- 1915 — Крейцерова соната[англ.] / The Kreutzer Sonata — Мириам Фридландер
- 1917 — Падение Романовых / The Fall of the Romanoffs — императрица Александра Фёдоровна
- 1929 — Его великолепная ночь[англ.] / His Glorious Night — Юджин
- 1930 — Дамы для досуга / Ladies of Leisure — миссис Джон Стронг
- 1930 — Песня мошенника / The Rogue Song — принцесса Александра
- 1930 — Девушка из Флородоры[англ.] / The Florodora Girl — миссис Вибарт
- 1930 — Зов плоти[англ.] / Call of the Flesh — старшая мать-настоятельница
- 1930 — Глаза мира[англ.] / The Eyes of the World — Мира
- 1931 — Королевская кровать[англ.] / The Royal Bed — королева Марта
- 1931 — Симаррон / Cimarron — Фелиция Венейбл
- 1931 — Воскресение[англ.] / Resurrection — принцесса Марья
- 1931 — Проступок[англ.] / Transgression — Онора «Нора» Мори
- 1931 — Опытная женщина[англ.] / A Woman of Experience — графиня Руни
- 1931 — Тайная служба[англ.] / Secret Service — миссис Варни
- 1932 — Поездка на Запад[англ.] / Westward Passage — миссис фон Шталь (в титрах не указана)

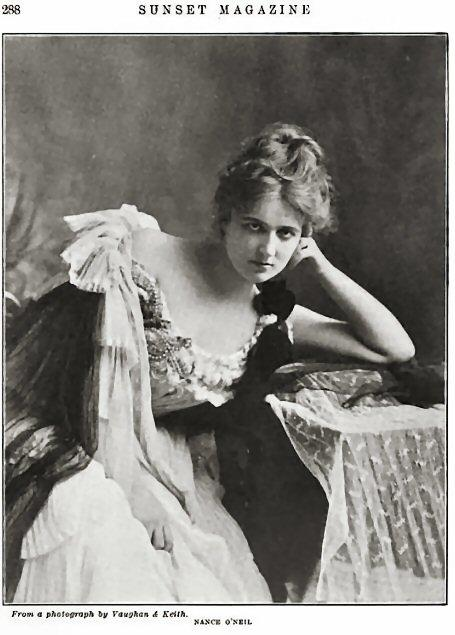
Фото ок. 1903 г.
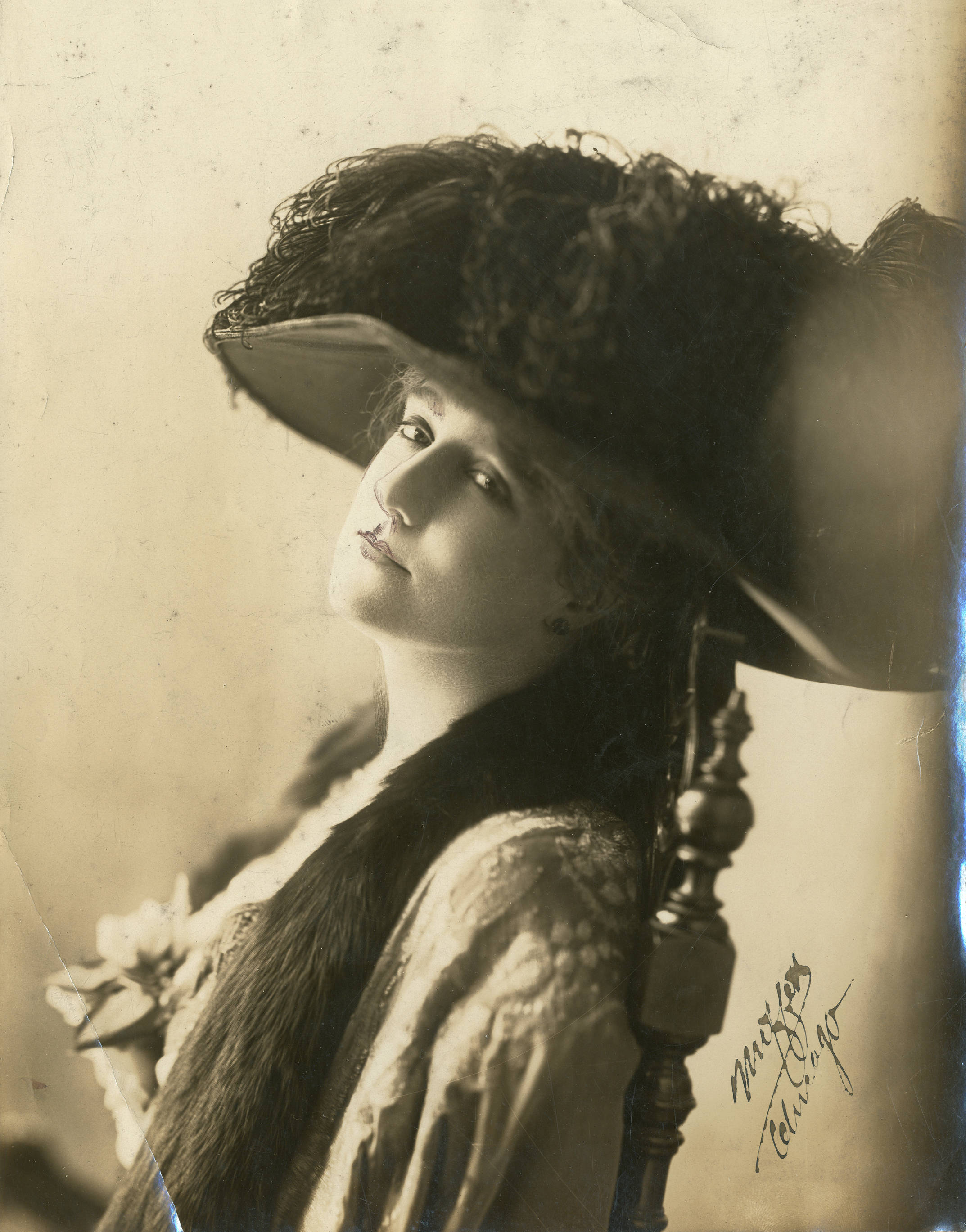
Фото 1911 г.
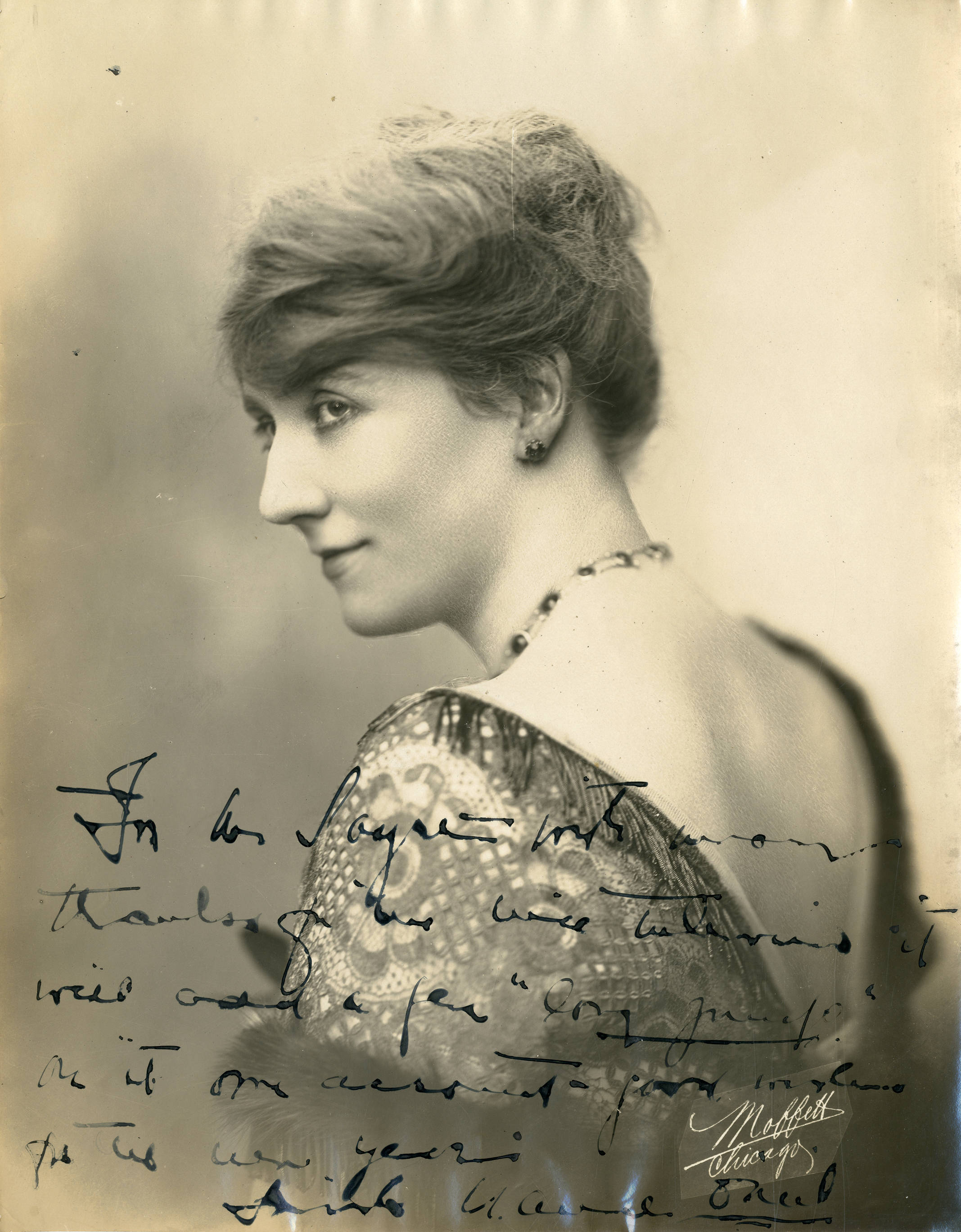
Фото 1914 г.
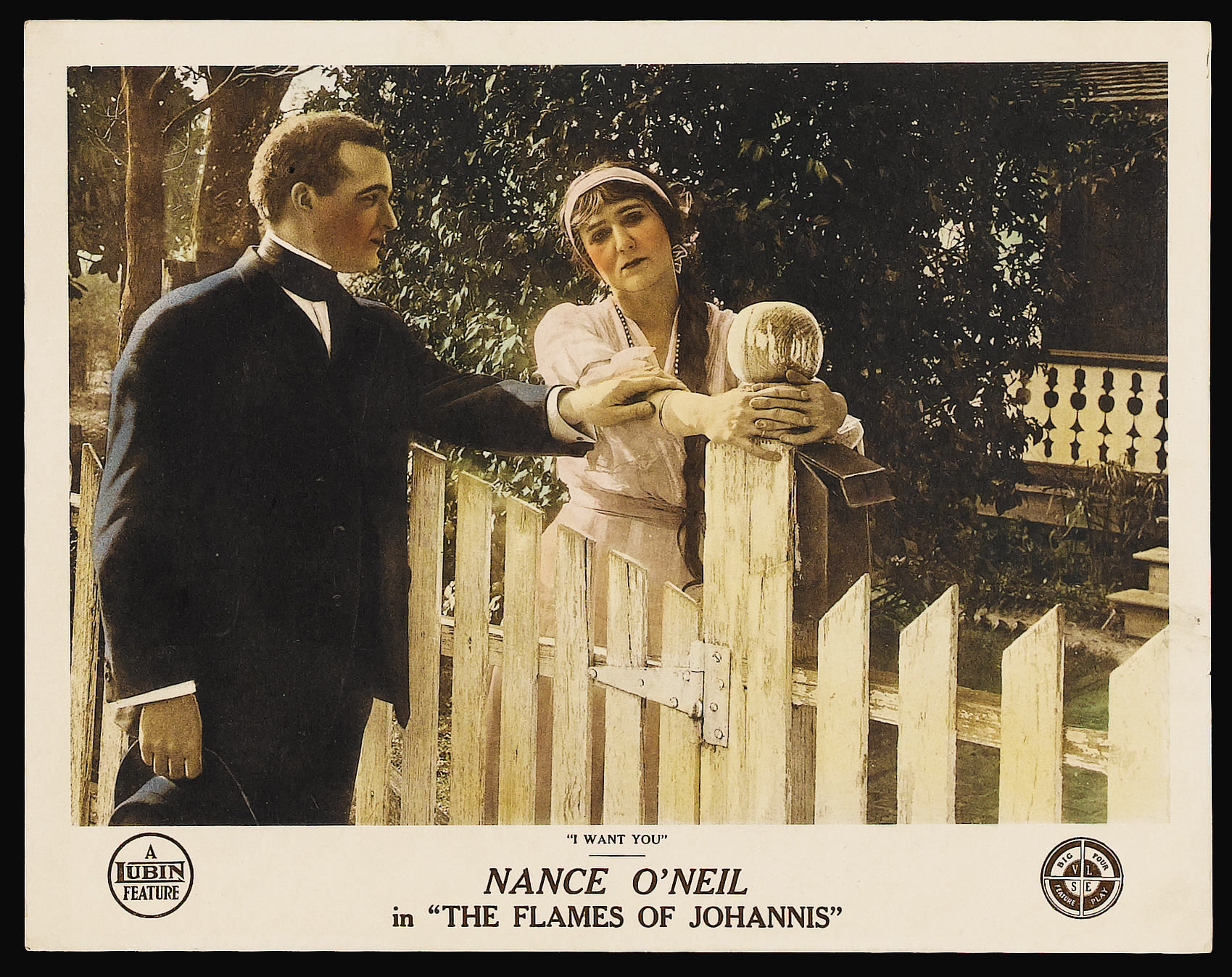
С Джорджем Кларком в фильме «Огни Йоханниса» (1916)
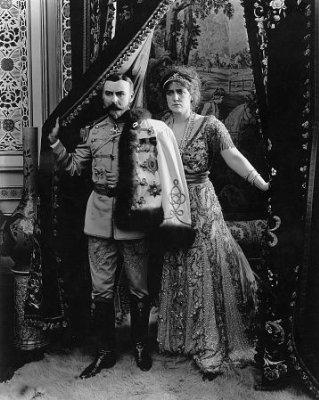
С Альфредом Хикменом[англ.] (мужем) в фильме «Падение Романовых» (1917)
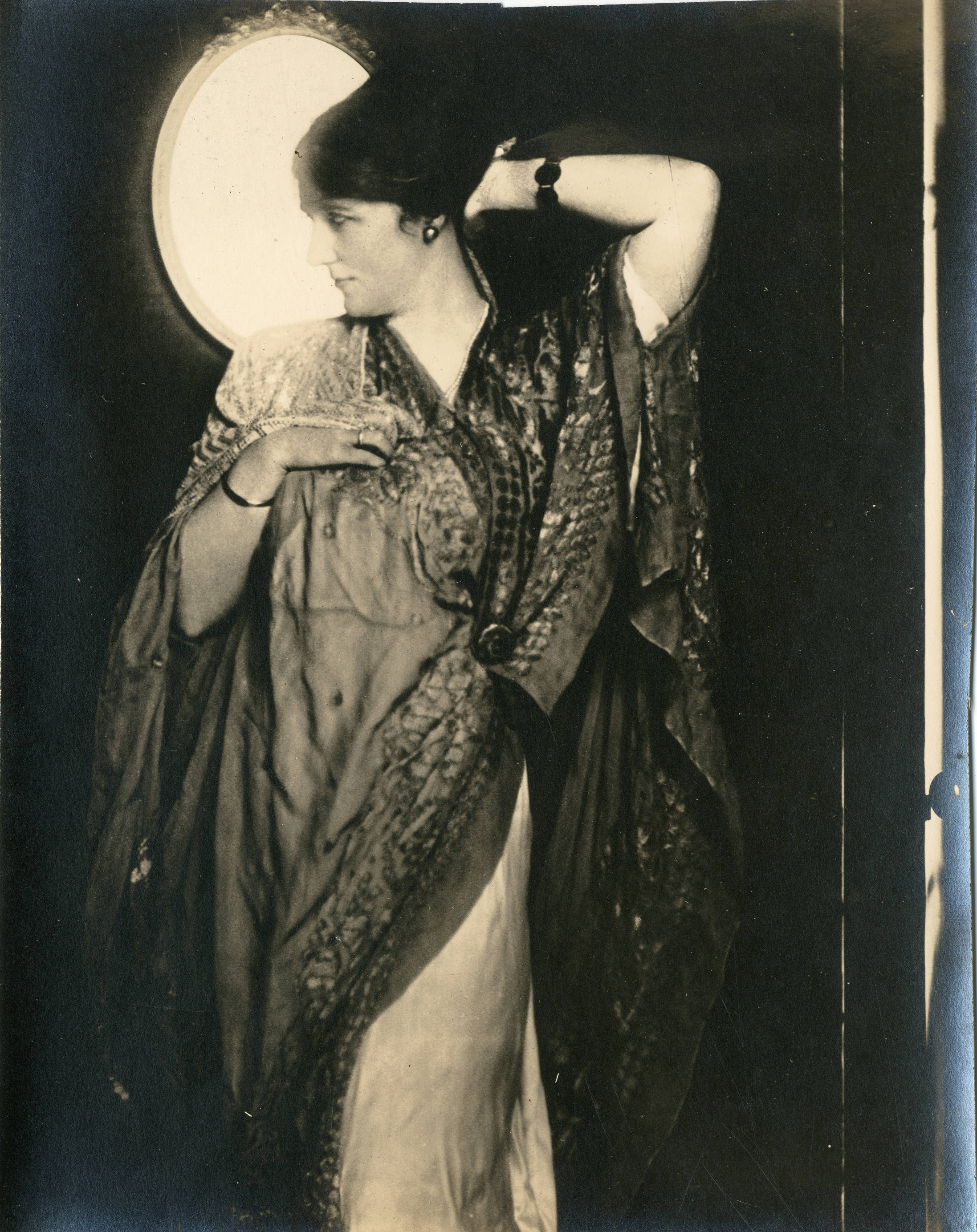
Фото 1919 г.
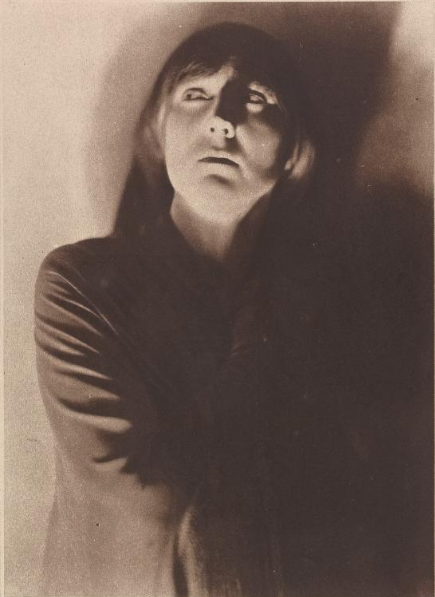
Фото 1921 г.
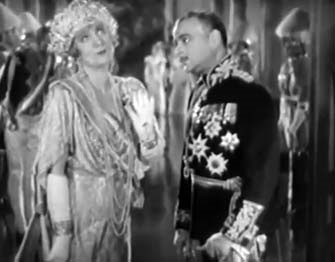
С Лоуэллом Шерманом в фильме «Королевская кровать[англ.]» (1931)